# كي كورنيليوس
كي كورنيليوس (بالإنجليزية: Kay Cornelius)‏ (14 يناير 1933 - 23 يناير 2017، هنتسفيل في الولايات المتحدة)؛ روائية أمريكية.